# Athena Promachos

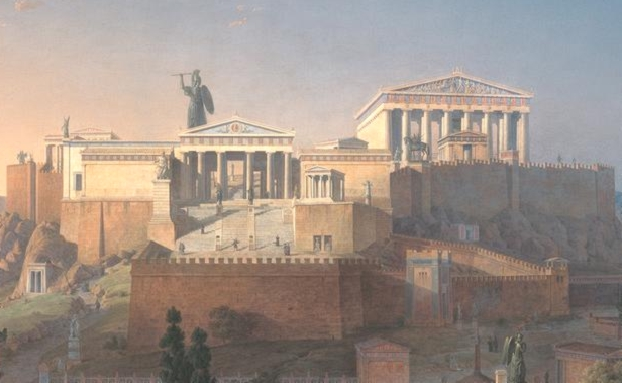
Athena Promachos, som den borde ha setts på håll under antiken, av Leo von Klenze 1846

Athena Promachos var en monumental kolossalstaty i brons av Fidias föreställande gudinnan Athena Promacho, som stod mellan Propyléerna och Parthenon på Akropolis i Aten från 456 f.Kr. fram till 465 e.Kr.
Statyn restes till minne av ett slag, men det är omtvistat vilket. Det kan ha varit Slaget vid Marathon eller freden vid Kallias. Statyn tog nio år att färdigställa. Den var 10 meter hög och blev ett landmärke som kunde ses höja sig över staden på långt håll och enligt Pausanias kunde ses av sjömän och alla som närmade sig staden. Den ska enligt vissa forskare ha fungerat som kultstaty.  Under antiken var den bara känd som "den stora brons-Athenan". 
Statyn fraktades år 465 till Konstantinopel för att pryda cirkusarenan, ett vanligt öde för många antika statyer föreställande gudar som inte förstördes under förföljelserna mot hedningarna i romarriket. Den förstördes under ett upplopp i staden år 1203. 